# 999 (Band)
999 ist eine Musikgruppe aus Großbritannien, die 1976 gegründet wurde und zu den Veteranen der Punkmusik zählt. Dieser Stilrichtung ist sie bis heute treu geblieben.

## Geschichte
Die Gitarristen Keith Lucas, ehemals bei Kilburn and the High Roads, und Gene Carsons kannten sich noch aus der Schulzeit. Im Oktober 1976 fanden sie durch eine Annonce im Melody Maker den Bassisten Jon Watson und zwei Monate später den Schlagzeuger Paul Buck, mit denen sie eine Punkband gründeten. Zunächst wechselten sie mehrmals den Namen für die Band. So nannten sie sich „The Dials“, „Fanatics“ und „48 Hours“, bis sie sich schließlich den Namen „999“ gaben, der die traditionelle britische Notrufnummer ist. Anfangs bekamen sie nur selten Gelegenheit, öffentlich aufzutreten, zumal alle Bandmitglieder noch einer Arbeit nachgingen. Erst im Frühjahr 1977, als sich die Agentur Albion ihrer annahm, bekamen sie die Gelegenheit, in bekannten Londoner Clubs aufzutreten. Sie spielten im „Nashville“, im „Red Cow“, im „Hope & Anchor“, im Roxy Club und im „Southall“. Mitte 1977 brachten sie unter ihrem eigenen Label „LaBritain“ die Single I'm Alive heraus, die über 10.000 Mal verkauft wurde.
Kurze Zeit später bekamen sie einen Plattenvertrag bei United Artists. Ihre Singles Nasty, Nasty, Emergency, Feeling Alright with the Crew, High Energy Plan, Homicide, Me and My Desire und die ersten Alben 999 und Separates ließen sich gut verkaufen. Ein geplanter Auftritt in Top of the Pops mit Homicide ging ihnen jedoch verloren, weil gerade in der Woche, als der Titel in den Charts war, die Techniker streikten und die Sendung deshalb ausfiel.
Für eine Amerikatour im März 1979 sprang der Schlagzeuger Ed Case kurzzeitig für Pablo Labritian ein, weil dieser sich bei einem Autounfall verletzt hatte. Trotzdem war die Tour erfolgreich. Liveaufnahmen davon erschienen 1980 auf der LP The Biggest Tour In Sport.
Die Band tourt seitdem häufig durch England, Schottland, Deutschland, Frankreich, Spanien, Italien, Belgien, Dänemark, Norwegen, Schweden, Polen, Tschechien, Japan, die USA, Argentinien und Brasilien. Den Bass spielt inzwischen Arturo Bassick, der gleichzeitig bei den Lurkers beschäftigt ist, die oft zusammen mit 999 auf Tour sind. Ansonsten hat sich an der ursprünglichen Besetzung nichts verändert. Auch veröffentlichten 999 weiterhin zahlreiche weitere Studio- und Live-Alben (z. B. Live in L.A. 1991 im Jahr 1991 auf Triple X Records).

## Stil
Das US-amerikanische Touch & Go-Fanzine definierte 1979 die Musik der Band als Crossover aus Punk und Mainstream. Die Band biete „unprätenziöse, unkomplizierte Gute-Laune-Musik“ und sei in diesem Segment eine der besten zeitgenössischen Bands.

## Diskografie
Alben (Auswahl)
- 1978: 999 (United Artists)
- 1978: Separates (United Artists)
- 1978: High Energy Plan
- 1980: The Biggest Tour in Sport (live)
- 1980: The Biggest Prize in Sport
- 1981: Concrete
- 1984: 13th Floor Madness
- 1984: Identity Parade
- 1985: Face to Face
- 1986: In Case of Emergency
- 1987: Lust, Power and Money
- 1989: Live and Loud
- 1990: The Cellblock Tapes
- 1991: Live in L.A. 1991 (CD, Triple X Records)
- 1993: You Us It
- 1996: The Albion Punk Years
- 1997: Scandal in the City
- 1997: Live at the Nashville
- 1997: Emergency
- 1998: Takeover
- 1999: Slam
- 1999: Dancing in the Wrong Shoes
- 2001: English Wipeout
- 2003: Outburst
- 2007: Death in Soho
- 2020: Bish! Bash! Bosh!